# 1186 Тернера
1186 Те́рнера (1186 Turnera) — астероїд головного поясу, відкритий 1 серпня 1929 року.
Тіссеранів параметр щодо Юпітера — 3,211.
Названо на честь Герберта Холла Тернера (англ. Herbert Hall Turner, 1861−1930) — англійського астронома і сейсмолога.